# حشيشة المبارك القرمزية
حشيشة المبارك القرمزية (الاسم العلمي:Geum coccineum) هي نوع من النباتات تتبع جنس حشيشة المبارك من الفصيلة الوردية.